# Trainwreck with Kyle Gass
Trainwreck ist eine Hard-Rock-Band, die 2002 von Kyle Gass gegründet wurde und bis 2011 aktiv war.
Ihre Musik verarbeitete Einflüsse aus Southern Rock, Progressive Rock und Classic Rock, Texte und Bühnenshow sind meist humorvoll klischeehaft. Die Bandmitglieder waren auch bei Tenacious D aktiv. Die Band löste sich 2011 auf. Kyle Gass gründete anschließend die Gruppe The Kyle Gass Band. 2018 fanden sich die Bandmitglieder für eine Reunion Tour zusammen.

## Diskografie
- 2004: Live (Sony Music[4])
- 2006: The EP
- 2010: The Wreckoning
- 2022: (noch nicht bekannt)